# Torrelacárcel
Torrelacárcel ist ein Ort und eine Gemeinde (municipio) mit 131 Einwohnern (Stand: 2024) im Zentrum der Provinz Teruel in der Autonomen Region Aragonien im östlichen Zentralspanien. 

## Lage und Klima
Der Ort Torrelacárcel liegt im Süden des Iberischen Gebirges etwa 44 km (Fahrtstrecke) nordnordwestlich der Stadt Teruel in einer Höhe von ca. 980 m. Durch die Gemeinde führt die Autovía A-23. Das Klima ist gemäßigt bis warm; Regen (ca. 446 mm/Jahr) fällt übers Jahr verteilt.

## Bevölkerungsentwicklung
| Jahr      | 1970 | 1981 | 1991 | 2001 | 2011 | 2021 |
| Einwohner | 557  | 433  | 357  | 277  | 200  | 142  |

Die Mechanisierung der Landwirtschaft sowie die Aufgabe bäuerlicher Kleinbetriebe und der daraus resultierende Verlust an Arbeitsplätzen haben in der zweiten Hälfte des 20. Jahrhunderts zu einem deutlichen Bevölkerungsrückgang (Landflucht) geführt.

## Sehenswürdigkeiten

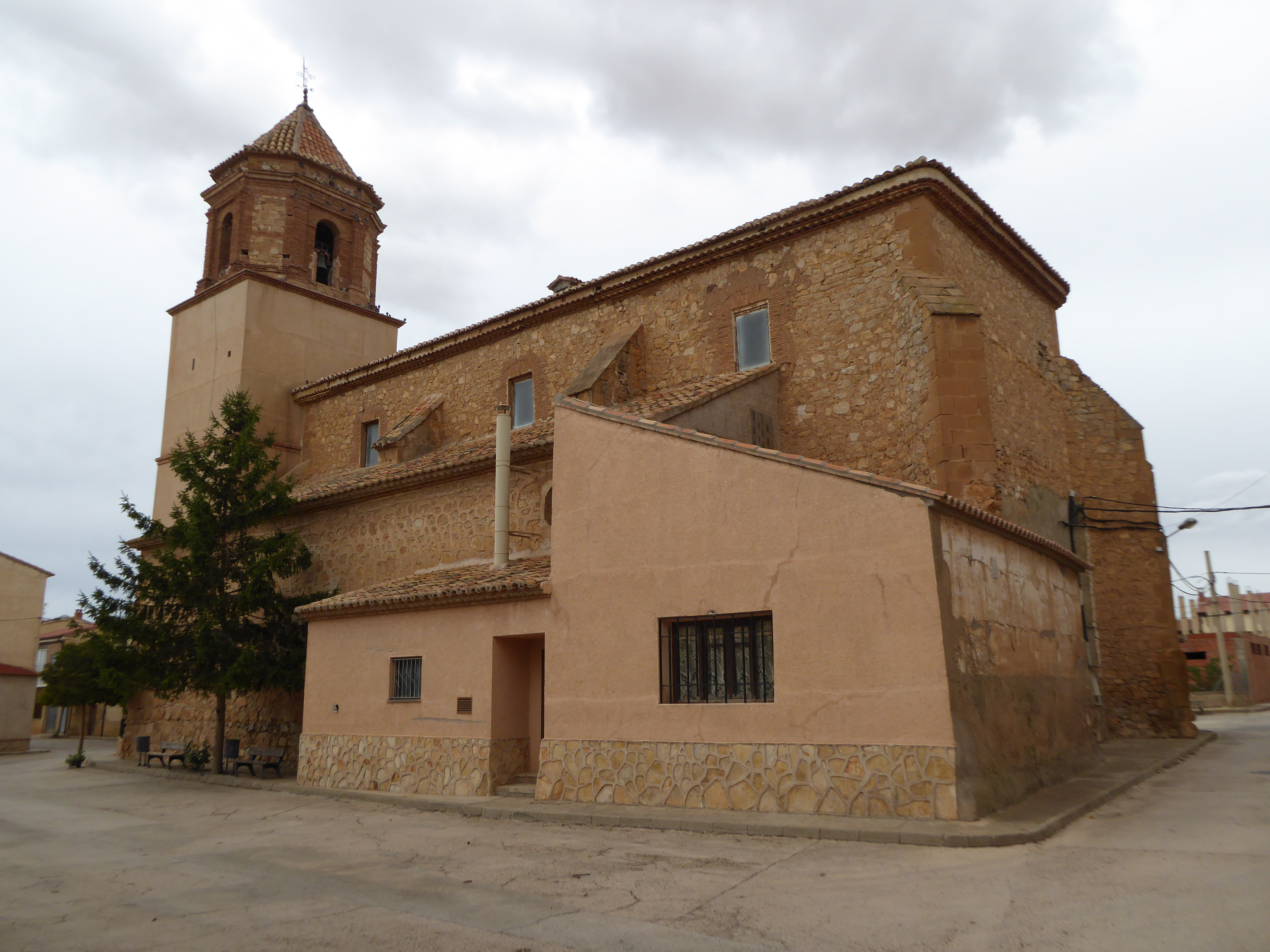
Kirche Mariä Engeln
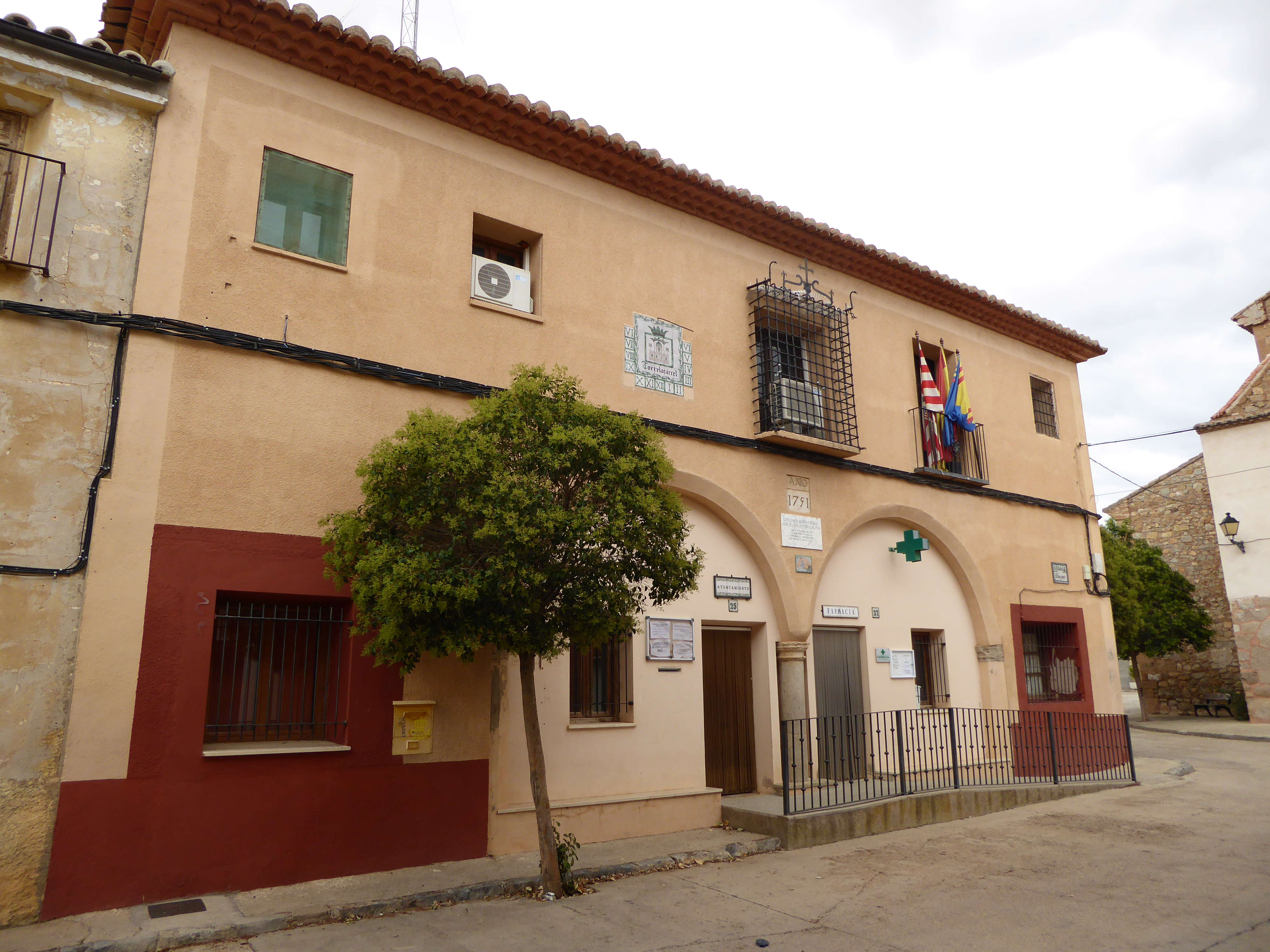
Rathaus

- Kirche Mariä Engeln
- Rathaus